# 萬曆十五年
《萬曆十五年》（英語：1587, a Year of No Significance: The Ming Dynasty in Decline），是歷史學者黃仁宇的代表作，講述了萬曆十五年（1587年）在明朝中國所發生的種種事情（以萬曆皇帝、首輔申時行、張居正、海瑞、戚繼光、李贄等人的生平為主軸），與明朝政權和社會發展趨勢的關係。這本作品體現了黃仁宇所提倡之「『大』歷史觀」（英語：macrohistory）。該書最初以英文寫成，後由耶魯大學出版社發行；該書之手稿完成於1976年，但起初因被認定不夠符合學術著作標準，以及對一般讀者來說過於嚴肅，而無出版社願意接手發行。

## 內容概要
明朝第十三代皇帝是明神宗朱翊鈞，年號萬曆（1572－1620年），萬曆十年（1582年）六月二十日，內閣首輔張居正去世，明神宗開始亲政，他貪財徵稅，沉湎於酒色之中（一說是染上鴉片菸癮），又因立太子之事與內閣爭執長達十餘年，国本之爭使他以不上朝及怠政作为与大臣的对抗。
萬曆十四年（1586年）後，神宗開始連續不上朝，期間長達三十年，史稱萬曆怠政。萬曆中期後雖然不上朝，但是也沒有宦官、外戚干政，也沒有嚴嵩這樣的奸臣，朝內黨爭也有所控制，万历朝鲜之役、女真入侵遼东和梃擊案，神宗都有反應及參與，表示他還有看奏章，並透過一定的方式控制朝局。
一般史家認為的明朝滅亡之起點，如萬曆十年（1582年）張居正去世，萬曆二十年（1592年）起长達六年的援朝鮮之戰，萬曆三十一年（1603年）間的「妖書案」，接下來萬曆四十三年（1615年）起的「三大案」（梃擊案、紅丸案、移宮案），萬曆四十七年（1619年）的薩爾滸之戰等。與這些年份相比，萬曆十五年（1587年）雖然有海瑞、戚繼光的去世，但終究只是無足輕重的一年，也即如其英文版的書名：無關緊要的1587年（1587, a Year of No Significance）。
但黃仁宇提出與其他史學者不同的看法，指出此一年似是天下盛平，無重大動盪，實際上可能卻是明朝發展至盡頭而步向滅亡的一年。黃仁宇引用典籍，特別是《神宗實錄》，就此年中發生的立儲之爭和一連串使萬曆帝感到大為不快的問題作分析，研究發生在萬曆帝身上的變化。黃仁宇指出，雖然最後萬曆帝在種種問題上妥協，但他由此怠政三十三年，可能是他對抗無效之後，對文官集團的一種報復方式。由此可以理解，明朝的皇帝表面上是有至高無上的絕對權力，但終歸也要受到傳統文化和文官集團的掣肘。
另外書中還提到海瑞、戚繼光、李贄等人，也是受到傳統文化的掣肘，而得不到有意義的發展。對海瑞，黃仁宇形容「他虽然被人仰慕，但没有人按照他的榜样办事，他的一生体现了一个有教养的读书人服务于公众而牺牲自我的精神，但这种精神的实际作用却至为微薄。」；對戚继光，黃仁宇評「戚继光的求实精神，表现于使革新不与传统距离过远。」；而對李贄，黃仁宇也評說李贄不過是反映明朝在儒家倫理文化趨於僵化下，思想界的苦悶和困局。
初稿中原亦打算介紹王世懋，但因與其他人物不合而作罷。

## 出版概況
本書原寫作語言為英文，初稿成於1976年夏季，作者成稿時曾與芮沃寿深入討論章節篇幅的安排。本書的出版曾遭遇「無數挫折」。英文稿在美國多家出版社輾轉，均因風格新異而不被接受。商業性質的出版社認為，本書雖然提及宮廷生活、妃嬪間恩怨，但又因海瑞而涉及明朝財政，因李贄而涉及中國思想，應屬於學術著作。而大學出版社則認為這書既不像斷代史，也不像專題論文，實在是不倫不類，也不願承印。只有耶魯大學出版社毅然排除成見，答應出版。1981年由耶魯大學出版社（Yale University Press）印行（ISBN 0300028849），並獲得美國國家書卷獎（American BookAwards）1982年和1983年歷史類好書兩次提名。
簡體中文版於1982年5月由北京中華書局出版（250頁，ISBN 7-101-01491-7），由其好友廖沫沙題箋，印在封面。後來陶希聖很欣賞這本書，就在1985年6月（實體書內頁為1985年4月10日初版1刷）其主持的臺北食貨出版社印行正體中文版（ISBN 957-8876-01-7），並為之寫讀後記附於書後。2006年，为纪念此书问世30周年，中华书局又重新校订出版了简体中文“增订纪念版”（ISBN 978-7-101-05203-9）。本書除中文外，亦被翻譯成法語、德語、日語出版。

## 评价
歷史學家江政寬認為《萬曆十五年》中，黃仁宇對人物的刻畫往往帶有一點心理史學的影子，在以往，人物的心思一向是文學家馳騁的領域，黃仁宇雖然去揣測人物的想法、動機等，但不能意味這非歷史研究，因為黃仁宇的推論或想像皆有廣博的史料支撐，故應將之可視為「以文學手法撰成的歷史著作」。也因如此，冰冷的歷史在黃仁宇的筆下生動的展現在讀者的眼前。不過黃仁宇的敘事體仍有其缺點：第一點、黃仁宇勾勒人物心思的筆法是經由「結果論」而產生的，因為歷史已經發生過，所以黃仁宇才有能其推斷，這與心理學家所使用的方式不同，因此黃仁宇的推斷是否妥貼，還有待商榷。第二點、在歷史想像的部分黃仁宇用的是「肯定」的語句表達，因此人物在無形中就被附加上了黃仁宇想像的性格，顯然太過武斷而不夠謹慎，可謂歷史想像發揮過了頭。
黃仁宇在《中國大歷史》中寫道，李約瑟在讀完這部作品後，寫信給他道：「哎呀，一切靠抽稅而轉移！」
致力於研究朱元璋等主題之歷史學家陈梧桐認為，本書之史料的處理極不嚴謹，得出之結論也存在問題。他認為本書寫作之研究方法屬「以論帶史」。陈梧桐認為本書的論述思想基礎之一是黃仁宇於1974年出版之《十六世紀明代中國之財政與稅收》（英語：Taxation and governmental finance in sixteenth-century Ming China），並認為黃仁宇的有關想法奠基於馬克斯·韋伯等所提出之有關論述。陈梧桐認為《十六世紀明代中國之財政與稅收》影響了本書搜集材料、呈現和論述的方向；此種「以論帶史」之作法，導致本書忽略了明朝中國之農業、手工業、商業和科學技術等方面之發展超過前代水平，亦無（顯著）落後於當時之西方世界，且發展旺盛之白銀貿易大幅促進了社會各方面的急速擴展和變化；雖政治思想等方面在國內外快速變化中顯得保守、僵化、腐化等，但以綜合國力來看仍是當時世界上最強大的國家之一。
潘叔明、许苏民等認為本書對李贄有錯誤的理解和論述，可能是因為黃仁宇先入為主的認定當時的中國社會不可能產生巨大的經濟等方面之變化，並萌發與傳統迥異的思想，導致本書寫作時搜尋、採集、運用史料等之侷限。
張宏傑在《史学何以堕落为一门纯技术的学科？——从黄仁宇61岁被解聘后说开去》中，深入討論本書在出版後備受各界關注之現象。

## 改編
此書曾被改編成舞台劇，編劇為胡恩威，詳見萬曆十五年 (舞台劇)。

## 脚注
1. ↑  中华书局2014年出版。
2. ↑  之后在2014年，中华书局出版了“经典版”（ISBN 978-7-101-10162-1）。和“增订纪念版”相比，增加了《经典的历程》。2022年，中华书局出版了“四十周年纪念版”（ISBN 978-7-101-15647-8），增加了《关于<万历十五年>的三数事》。

### 引用
1. ↑  Huang, Ray. . New Haven and London: Yale University Press. 1981. ISBN 0-300-02518-1 （英语）.
2. ↑  . book.sina.com.cn.   [2024-07-27]. （原始内容存档于2011-07-26）.
3. ↑  黄仁宇. . 北京: 三联书店. 2015.8. ISBN 9787108053732.
4. ↑  楊閩威. . 東亞漢學研究.
5. ↑  黃仁宇. . 聯經出版事業公司. 2019-07-13. ISBN 978-957-08-5199-1 （中文（臺灣））.
6. ↑  陈梧桐. . 人民网-文史频道. 2011-06-22  [2024-07-27]. （原始内容存档于2019-12-14） （中文（简体））.
7. ↑  .   [2019-12-14]. （原始内容存档于2020-05-01）.
8. ↑  潘叔明,许苏民. . 东南学术. 2000, (5).
9. ↑  网易. . www.163.com. 2020-10-26  [2024-07-27]. （原始内容存档于2024-07-28）.